# Austroagalloides moorei
Austroagalloides moorei är en insektsart som beskrevs av Evans 1977. Austroagalloides moorei ingår i släktet Austroagalloides och familjen dvärgstritar. Inga underarter finns listade i Catalogue of Life.